# Reicholdsgrün
Reicholdgrün est un village allemand situé en Bavière en Haute-Franconie dans les montagnes Fichtelgebirge dans le district de Wunsiedel à environ 10 km au nord-ouest de la ville de Wunsiedel. Il fait partie de la circonscription de Kirchenlamitz.

## Annexe